# La Lande-de-Lougé
La Lande-de-Lougé é uma comuna francesa na região administrativa da Normandia, no departamento Orne. Estende-se por uma área de 5 km². Em 2010 a comuna tinha 52 habitantes (densidade: 10,4 hab./km²).